# بلک کانابیس مگزین
بلک کانابیس مگزین (انگلیسی: The Black Cannabis Magazine؛ ت.ت. 'مجله شاهدانه سیاه') یک مجلهٔ فصلی است که محتوایی مرتبط با شاه‌دانه را به‌طور خاص برای جامعهٔ سیاه‌پوستان منتشر می‌کند. هیزی تاتمی سردبیر کنونی این مجله است.

## تاریخچه
این مجله توسط استیون پالمر، که با نام حرفه‌ای هیزی تاتمی شناخته می‌شود، بنیان‌گذاری شد.
در آوریل ۲۰۲۱، نخستین نسخهٔ چاپی از این مجله منتشر شد. در این نسخه، در یک مصاحبهٔ اختصاصی با ووپی گلدبرگ، مجری تلویزیونی اهل ایالات متحده آمریکا، به پوشش نماد تجاری اما اند کلاید، متعلق به گلدبرگ پرداخته شده‌بود و تصویر او نیز بر روی جلد این مجله چاپ شد. این مجله همچنین نمایه‌ای از کوروین کوپر را که به‌موجب جرایم فاقد خشونت مرتبط با ماریجوانا زندانی شده‌بود، منتشر کرد. علاوه بر این، مطالبی دربارهٔ تک‌نگاری‌های جی-زی پیرامون شاه‌دانه نیز در این نسخه از مجله به چاپ رسید.

## تصویر جلد
- ووپی گلدبرگ (آوریل ۲۰۲۱)[۵][۹]